# الشبرقية
الشبرقية هي إحدى القرى اللبنانية من قرى قضاء البقاع الغربي في محافظة البقاع.